# Воля-Забежовська
Воля-Забежовська (пол. Wola Zabierzowska) — село в Польщі, у гміні Неполомиці Велицького повіту Малопольського воєводства.
Населення — 1271 особа (2011).

## Демографія
Демографічна структура станом на 31 березня 2011 року:
|          | Загалом | Допрацездатний вік | Працездатний вік | Постпрацездатний вік |
| -------- | ------- | ------------------ | ---------------- | -------------------- |
| Чоловіки | 623     | 134                | 425              | 64                   |
| Жінки    | 648     | 118                | 378              | 152                  |
| Разом    | 1271    | 252                | 803              | 216                  |